# ايرو بويرو إيه بي-95
ايرو بويرو إيه بي-95 (بالإنجليزية: Aero Boero AB-95)‏ هي طائرة منافع خفيفة مدنية، أحادية السطح، ويأجنحة عالية، وذات محرك واحد، بقوة 100 حصان وبثلاثة مقاعد. أنتجت في 1961 بالأرجنتين. من صناعة ايرو بويرو. كان أول طيران لها في مارس 12, 1959.